# Battaglia di Catania
La battaglia di Catania fu combattuta nel 397 a.C. tra la flotta greca sotto il comando di Leptine, fratello di Dionisio, contro quella cartaginese sotto il comando di Magone II, nei pressi della città di Catania, in Sicilia; la vittoria permise ai cartaginesi di assediare Siracusa.

## Antefatti
Durante la spedizione cartaginese del 406 a.C., in risposta ai continui attacchi dei greci, Dionisio era riuscito a diventare tiranno della città di Siracusa. Imilcone, comandante dei cartaginesi, e Dionisio, tiranno di Siracusa, si divisero la Sicilia in modo che ai cartaginesi ne rimanessero i tre quinti (405 a.C.). Nel 405 a.C. Dionisio ruppe la tregua, rafforzò il proprio esercito e intraprese la conquista della Sicilia, spingendosi fino all'assedio di Mozia (398 a.C.).

### La risposta dei cartaginesi
Imilcone, eletto a suffeta dei Cartaginesi, mise insieme un esercito composto probabilmente da 50000 uomini, 400 triremi e 600 navi da trasporto e lo portò in Sicilia. La flotta greca comandata da Leptine non riuscì a fermare l'avanzata punica, riuscendo solo a far affondare 50 trasporti. I Cartaginesi sbarcarono a Panormo, poi procedettero verso Erice che fu occupata per tradimento. Imilcone assalì Mozia, dove la maggior parte delle guarnigioni comandate da Bitone furono facilmente sopraffatte. Successivamente sollevarono l'assedio di Segesta e Dionisio riparò a Siracusa piuttosto che combattere contro un esercito più grande. Imilcone tornò a Panormo, fortificando i territori cartaginesi, salpando poi per Lipara con 300 navi da guerra e 300 navi da trasporto. Dopo aver raccolto 30 talenti d'argento come tributo a Lipara, Imilcone salpò per Capo Peloro e sbarcò col suo esercito. L'esercito di stanza a Messina marciò da nord per venire a battaglia coi cartaginesi. Imilcone inviò a Messina 200 navi con soldati e rematori, visto che era divenuta facile da conquistare e saccheggiare. I greci uscirono dalle fortezze nelle campagne. Imilcone spese un po' di tempo tentando di conquistare le fortezze, ma rinunciò al suo intento.

## Preludio
Imilcone non scelse di costruire una base a Messina, che gli avrebbe dato il controllo della situazione e del porto in cui avrebbe potuto ammassare la sua flotta per intero, e anche intralciare le comunicazioni tra Italia e Sicilia. Egli probabilmente non si fidava di mantenere la città così lontana da Cartagine. Inoltre, la maggioranza dei greci di Messina si rintanò nelle vicinanze di una collina fortificata, prendendo tempo per consentire a Dionisio di prepararsi alla battaglia imminente. L'obiettivo finale di Cartagine era sconfiggere Siracusa, Messina era soltanto un diversivo. Portare un esercito da Cartagine in Sicilia avrebbe richiesto tempo, infatti, dato che non c'era un esercito permanente, i mercenari avrebbero avuto bisogno di tempo per riposare; mentre dividere l'esercito in campo per sorvegliare Messina avrebbe favorito l'azione dirompente di Dionisio. Imilcone, d'altra parte, non avrebbe potuto ignorare le fortezze greche nei dintorni che avrebbero potuto causare disordini. La sua soluzione finale fu semplice e geniale allo stesso tempo, alcuni la chiamano "approccio indiretto".

### La fondazione di Tauromenio
Imilcone marciò verso sud e scelse di fondare una città sul monte Tauro, dove alcuni sicelioti si erano stabiliti, e la popolò con questi abitanti fortificando il luogo e così facendo portò a compimento alcuni obiettivi. La città era abbastanza vicina per individuare i movimenti greci da Messina ma era abbastanza lontana per cadere vittima di un attacco a sorpresa; essa servì come base per le future operazioni. Tutti i sicelioti però odiavano Dionisio eccezion fatta per quelli di Assorus, città nei pressi di Agyrion; essi, infatti, avevano abbandonato i greci e, o si erano uniti a Imilcone o erano andati nelle loro rispettive case, diminuendo le resistenze nei confronti di Dionisio senza che i cartaginesi li combattessero. Epaminonda nel 370 a.C. usò la stessa strategia quando ricostruì Messene e fondò Megalopoli nel territorio spartano dopo non essere riuscito a prendere Sparta con la forza, e diminuendo il loro territorio e la manodopera con successo. Imilcone aveva comandato di distaccare gli alleati da Dionisio e allo stesso tempo acquistarne per bloccare le eventuali attività degli ancora ostili greci di Messene. I cartaginesi ricominciarono a marciare a sud lungo la costa, mentre la flotta punica salpava al loro fianco. Comunque, una forte eruzione dell'Etna rese impraticabile il cammino verso Nasso, così Imilcone dovette rischiare dividendo le sue forze. Mentre il suo esercito marciava cercando di doppiare il monte Etna, Magone salpò con la flotta per Catania, quando stava per incontrare l'esercito cartaginese.
Mentre Imilcone stava catturando Messina e costruendo Tauromenio, Dionisio era molto impegnato a potenziare il suo esercito. Liberò tutti gli schiavi presenti a Siracusa per equipaggiare 60 navi addizionali, dispose fortezze a Siracusa e Leontini con soldati e vettovaglie e assunse 1000 mercenari dalla Grecia. La sua mossa successiva fu quella di persuadere i mercenari campani a Catania di dirigersi ad Aitna. Quando ricevette la notizia che Imilcone era stato costretto a marciare nell'entroterra a causa dell'eruzione dell'Etna, e la flotta punica stava salpando per Catania, portò il suo esercito e la flotta a Catania per sconfiggere in particolare i cartaginesi. L'esercito greco era composto da 30000 uomini e 3000 cavalli, mentre la flotta da 180 navi per la maggior parte quinqueremi.

## Svolgimento
La flotta cartaginese stava salpando a ritmo lento per dare a Imilcone più tempo per raggiungerla. La flotta cartaginese a questo punto contava 300 triremi e 200 navi da trasporto. Per massimizzare il rendimento della flotta, i cartaginesi armarono con arieti le navi da trasporto, che erano più lente rispetto alle navi da guerra. La flotta punica arrivò a Catania consapevole che senza l'esercito presente, sarebbe stata vulnerabile ai greci quando sarebbero sbarcati di notte. Se la flotta si fosse semplicemente ancorata, sarebbe stata vulnerabile al clima.
Quando anche i greci arrivarono a Catania, Leptine, l'ammiraglio, schierò le sue navi e avanzò verso i cartaginesi. Sebbene la flotta greca fosse in inferiorità numerica, le sue navi erano più larghe e pesanti, e trasportavano più soldati e proiettili. Dionisio, pianificando di utilizzare a pieno regime le navi pesanti, aveva ordinato a Leptine di mettere le sue navi in ordine chiuso quando avrebbe ingaggiato battaglia coi cartaginesi. Vedendo i greci distribuirsi in azione, Magone comandò alla sua flotta di formare una linea di battaglia.
Leptine selezionò 30 tra le sue migliori e caricò, con queste in testa, la linea cartaginese, mentre il resto della flotta avrebbe cercato di opporre resistenza e non far passare i nemici. All'inizio Leptine portò tutte le sue navi con lui in una improvvisa sortita, affondando molte navi puniche in una selvaggia mischia. I cartaginesi iniziarono a sfruttare il loro vantaggio numerico, agganciando le navi greche e rendendole ingovernabili, per poi salire a bordo iniziando la mischia. La battaglia cambiò piega per Leptine, lasciato senza nessun rinforzo; dovette, quindi, rompere la linea di combattimento e fuggire coi sopravvissuti del suo contingente, lasciando la flotta greca priva di un comandante.
Dato che il resto della flotta greca giunse in battaglia in disordine, i cartaginesi, ordinati e pronti, li incalzarono in massa. Ne derivò una feroce battaglia, con navi che si lanciavano proiettili, con manovre di arieti tra i contendenti e agganci fra queste per combattimenti sul ponte. I greci furono alla fine sopraffatti, le navi pesanti non ebbero l'effetto sperato perché la flotta si mosse in modo confuso e disordinato. I cartaginesi inviarono alcune navi per catturare i marinai greci in mare. Oltre 20000 tra marinai e rematori e 100 navi restarono sul campo, tra morti e prigionieri, senza che le navi sopravvissute si fermassero per soccorrerli.

## Conseguenze
La sconfitta dei greci mise Dionisio in serie difficoltà. Con la flotta sconfitta, Magone aveva guadagnato la possibilità di assediare Siracusa, ripetendo l'impresa che aveva compiuto a Messina. D'altra parte, se Dionisio avesse potuto attaccare e sconfiggere l'esercito di Imilcone, Magone sarebbe stato costretto a ripiegare in una base sicura. Comunque, Dionisio prese in considerazione la possibilità di disordini politici a Siracusa mentre decideva la sua strategia. L'esercito greco si oppose ad affrontare un assedio, e, all'inizio, Dionisio pensò di cacciare l'esercito cartaginese e di confrontarsi con le spade di Imilcone. I suoi consiglieri misero in evidenza la minaccia di Magone e della sua flotta che avrebbe potuto catturare Siracusa; Dionisio decise allora di rompere gli indugi: lasciò il campo e si diresse a sud, verso Siracusa. Non ci volle molto, che i cartaginesi giunsero alle porte della città che posero in assedio nell'anno 397 a.C.